# Atyaephyra desmarestii
Atyaephyra desmarestii е вид десетоного от семейство Atyidae. Видът не е застрашен от изчезване.

## Разпространение и местообитание
Разпространен е в Австрия, Алжир, Белгия, Ватикана, Германия, Испания, Италия (Сардиния и Сицилия), Мароко, Нидерландия, Полша, Португалия, Тунис, Турция, Франция (Корсика), Хърватия и Чехия.
Обитава сладководни басейни, реки и канали. Среща се на надморска височина от -5,1 до 24,8 m.

## Описание
Популацията на вида е стабилна.